# Nyodes barnsi
Nyodes barnsi là một loài bướm đêm trong họ Noctuidae.